# Evolution (Anastacia)
Evolution è il settimo album in studio della cantautrice statunitense Anastacia, pubblicato il 15 settembre 2017, da parte della Universal Music Group.

## Descrizione
Evolution è un album pop rock, con elementi dance, house, disco e gospel. L'album è stato registrato a Stoccolma e prodotto dal produttore svedese Anders Bagge. Il titolo doveva inizialmente essere Stamina, ma poi la cantante cambiò idea, ritenendolo troppo "clinico". Nell'album vengono trattati diversi temi: Caught in the Middle parla della difficoltà di uscire da una relazione amorosa, le canzoni Boxer, Not Coming Down, Pain, Stamina e Before hanno come tema l'empowerment, mentre Why è una riflessione sulla crudeltà del mondo.
Parlando della realizzazione dell'album, Anastacia ha dichiarato: «Durante il songwriting, ho imparato che sono molto più forte di quanto pensassi, e vorrei risvegliare proprio questa forza e questo spirito di combattimento nei miei ascoltatori!»

## Accoglienza
| Recensione   | Giudizio |
| ------------ | -------- |
| The Guardian |          |

Rachel Aroesti di The Guardian assegna all'album 3 stelle su 5 con una recensione mista, scrivendo: «Evolution, il suo settimo album, difficilmente la riporterà ai fasti dei suoi primi lavori, ma ancora una volta fornisce un'alternativa ben accettabile all'attuale status quo del pop - un suono leggermente nauseante che mescola rime da scuola materna con una forte produzione abrasiva. Riuscendo a farsi sentire come un inno, in modo più dolce e piacevolmente melodico, il suo songwriting si dimostra vigoroso quanto gli ancora inimitabili acuti di Anastacia e il suo saltellare tra rock, dance e generi musicali più lenti con destrezza e ardore».

## Tracce
1. Caught in the Middle – 2:55 (Anders Bagge, Lauren Dyson, Javier Gonzalez, Ninos Hanna)
2. Redlight – 3:14 (Anastacia, Anders Bagge, Jimmy Claeson, Yei Gonzalez, Faye Medeson)
3. Stamina – 3:45 (Alex Shield, Sharon Vaughn, Charlotte Kjær)
4. Boxer – 3:48 (Anastacia, Samuel Gajicki, Ninsun Poli, Robin Strandlund)
5. My Everything – 3:05 (Anastacia, Anders Bagge, Can "Stress" Canatan, Linnea Deb, Ninos Hanna, Victor Thell)
6. Nobody Loves Me Better – 3:22 (Robin Ahlm, Anders Bagge, Stran Cetin, Emelie Eriksson, Alvora Larsdotter)
7. Reckless – 3:07 (Louis Biancaniello, Sam Watters, Marley Munroe)
8. Not Coming Down – 3:21 (Anastacia, Yei Gonzalez, Emelie Eriksson, Ninos Hanna, Marcus Holmberg)
9. Before – 3:48 (Anastacia, Wilhelm Börjesson, Jakob Redtzer, Ninsun Poli)
10. Pain – 3:52 (Anastacia, Anders Bagge, Tommy Denander, Yei Gonzalez, Tony Malm, Santi Rodriguez Liem, Emil Schmidt)
11. Why – 4:17 (Anastacia, Anders Bagge, Anders Grahn, Johan Röhr)
12. Boomerang – 3:03 (Anastacia, Steve Diamond, John Fields)
13. Higher Living – 3:16 (Anastacia, Steve Diamond, Alex Geringas, Anders Grahn)

## Classifiche
| Classifica (2017) | Posizione massima |
| ----------------- | ----------------- |
| Austria           | 15                |
| Belgio (Fiandre)  | 61                |
| Belgio (Vallonia) | 38                |
| Germania          | 12                |
| Italia            | 12                |
| Paesi Bassi       | 86                |
| Regno Unito       | 34                |
| Repubblica Ceca   | 26                |
| Spagna            | 16                |
| Svizzera          | 10                |

## Date di pubblicazione
| Paese       | Data              | Formato               | Etichetta             | Fonte  |
| ----------- | ----------------- | --------------------- | --------------------- | ------ |
| Stati Uniti | 15 settembre 2017 | Download digitale, CD | Universal             | [ 12 ] |
| Regno Unito | 15 settembre 2017 | Download digitale, CD | Four Eyez Productions | [ 13 ] |
| Francia     | 15 settembre 2017 | Download digitale, CD | Polydor               | [ 14 ] |